# Bull (pel·lícula)
Bull és una pel·lícula de thriller policial britànica del 2021 escrita i dirigida per Paul Andrew Williams. La pel·lícula és protagonitzada per Neil Maskell com el personatge principal que busca venjança dels seus antics companys de banda i del seu sogre per aconseguir el seu fill. S'ha subtitulat al català.

## Repartiment
- Neil Maskell com a Bull
- David Hayman com a Norm
- Tamzin Outhwaite com a Sharon
- Lois Brabin-Platt com a Gemma